# The Berenstain Bears (2003)
The Berenstain Bears é uma série animada canadense baseada na série de livros infantis de mesmo nome de Stan e Jan Berenstain . A série segue a vida de uma família de ursos day antropomórficos que aprendem uma lição moral ou de segurança ao decorrer de um episódio.
A série estreou no PBS Kids nos Estados Unidos em 6 de janeiro de 2003 e terminou em 28 de setembro de 2004. Há também um desenho com o mesmo título produzido em 1983.

## Sinopse
A série é ambientada em um mundo povoado exclusivamente por ursos antropomórficos e primariamente em torno dos Ursos Berenstain, uma família residente na comunidade rural de Bear Country, composta por Mamãe Urso, Papai Urso, Irmão Urso e Irmã Ursa. 

## Vozes
- Michael Cera como Irmão Urso
- Michael D'Ascenzo como Irmão Urso
- Tajja Isen como Irmã Urso
- Benedict Campbell como Papai Urso
- Camilla Scott como Mamãe Urso

## Episódio

### 1ª Temporada
| Episódio (série) | Episódio (temp.) | Título                   | Dirigido por              | Escrito por      |
| ---------------- | ---------------- | ------------------------ | ------------------------- | ---------------- |
| 1a               | 1a               | "Trouble at School"      | Scott Glynn & Gary Hurst  | Brian Lasenby    |
| 1b               | 1b               | "Visit the Dentist"      | Scott Glynn & Gary Hurst  | Brian Lasenby    |
| 2a               | 2a               | "Mama's New Job"         | Gary Hurst & Kervin Faria | Bruce Robb       |
| 2b               | 2b               | "Mighty Milton"          | Gary Hurst & Kervin Faria | Peter Sauder     |
| 3a               | 3a               | "Go To School"           | Scott Glynn & Gary Hurst  | Bridget Newson   |
| 3b               | 3b               | "The Week At Grandma's"  | Scott Glynn & Gary Hurst  | Erika Strobel    |
| 4a               | 4a               | "Trouble With Pets"      | Gary Hurst & Kervin Faria | Brian Lasenby    |
| 4b               | 4b               | "The Sitter"             | Gary Hurst & Kervin Faria | Bob Ardiel       |
| 5a               | 5a               | "Too Much TV"            | Scott Glynn & Gary Hurst  | Laura Kosterski  |
| 5b               | 5b               | "Trick or Treat"         | Scott Glynn & Gary Hurst  | Ben Joseph       |
| 6a               | 6a               | "Trouble With Money"     | Gary Hurst & Kervin Faria | Dawn Parish      |
| 6b               | 6b               | "Double Dare"            | Gary Hurst & Kervin Faria | Ben Joseph       |
| 7a               | 7a               | "Out For The Team"       | Scott Glynn & Gary Hurst  | Laura Kosterski  |
| 7b               | 7b               | "Count Their Blessings"  | Scott Glynn & Gary Hurst  | Bridget Newson   |
| 8a               | 8a               | "Slumber Party"          | Gary Hurst & Kervin Faria | Nicole Demerse   |
| 8b               | 8b               | "The Homework Hassle"    | Gary Hurst & Kervin Faria | Bob Ardiel       |
| 9a               | 9a               | "The Talent Show"        | Scott Glynn & Gary Hurst  | Ken Cuperus      |
| 9b               | 9b               | "The Haunted Lighthouse" | Scott Glynn & Gary Hurst  | Dawn Parish      |
| 10a              | 10a              | "The Birthday Boy"       | Gary Hurst & Kervin Faria | Steven Wright    |
| 10b              | 10b              | "The Green-Eyed Monster" | Gary Hurst & Kervin Faria | Bruce Robb       |
| 11a              | 11a              | "The Baby Chipmunk"      | Scott Glynn & Gary Hurst  | Alice Prodanou   |
| 11b              | 11b              | "The Wishing Star"       | Scott Glynn & Gary Hurst  | Dave Dias        |
| 12a              | 12a              | "Get The Gimmies"        | Gary Hurst & Kervin Faria | Jennifer Pertsch |
| 12b              | 12b              | "Lost In A Cave"         | Gary Hurst & Kervin Faria | Ken Cuperus      |
| 13a              | 13a              | "Too Much Junk Food"     | Scott Glynn & Gary Hurst  | Ben Joseph       |
| 13b              | 13b              | "Go To Camp"             | Scott Glynn & Gary Hurst  | Bridget Newson   |

### 2ª Temporada
| Episódio (série) | Episódio (temp.) | Título                     | Dirigido por              | Escrito por      |
| ---------------- | ---------------- | -------------------------- | ------------------------- | ---------------- |
| 14a              | 1a               | "The Excuse Note"          | Gary Hurst & Kervin Faria | Brian Lasenby    |
| 14b              | 1b               | "On The Job"               | Gary Hurst & Kervin Faria | Sheila Dinsmore  |
| 15a              | 2a               | "Too Small For The Team"   | Scott Glynn & Gary Hurst  | Bridget Newson   |
| 15b              | 2b               | "The Jump Rope Contest"    | Scott Glynn & Gary Hurst  | Dawn Parish      |
| 16a              | 3a               | "The Bad Habit"            | Gary Hurst & Kervin Faria | Brian Lasenby    |
| 16b              | 3b               | "The Prize Pumpkin"        | Gary Hurst & Kervin Faria | Ben Joseph       |
| 17a              | 4a               | "Ferdy Factual"            | Scott Glynn & Gary Hurst  | Steven Wright    |
| 17b              | 4b               | "Lend a Helping Hand"      | Scott Glynn & Gary Hurst  | Brian Lasenby    |
| 18a              | 5a               | "The Big Blooper"          | Gary Hurst & Kervin Faria | Brian Lasenby    |
| 18b              | 5b               | "Nothing To Do"            | Gary Hurst & Kervin Faria | Bridget Newson   |
| 19a              | 6a               | "House of Mirrors"         | Scott Glynn & Gary Hurst  | John de Klein    |
| 19b              | 6b               | "Too Much Pressure"        | Scott Glynn & Gary Hurst  | Bruce Robb       |
| 20a              | 7a               | "Visit Fun Park"           | Gary Hurst & Kervin Faria | Ben Joseph       |
| 20b              | 7b               | "The Perfect Fishing Spot" | Gary Hurst & Kervin Faria | Steven Wright    |
| 21a              | 8a               | "The Summer Job"           | Scott Glynn & Gary Hurst  | John Van Bruggen |
| 21b              | 8b               | "The Big Red Kite"         | Scott Glynn & Gary Hurst  | Dawn Parish      |
| 22a              | 9a               | "Too Much Vacation"        | Gary Hurst & Kervin Faria | Peter Sauder     |
| 22b              | 9b               | "Trouble With Grown-Ups"   | Gary Hurst & Kervin Faria | John de Klein    |
| 23a              | 10a              | "Go to the Doctor"         | Scott Glynn & Gary Hurst  | Bridget Newson   |
| 23b              | 10b              | "Don't Pollute (Anymore)"  | Scott Glynn & Gary Hurst  | Dawn Parish      |
| 24a              | 11a              | "The In Crowd"             | Gary Hurst & Kervin Faria | Bruce Robb       |
| 24b              | 11b              | "Fly It"                   | Gary Hurst & Kervin Faria | Brian Lasenby    |
| 25a              | 12a              | "By The Sea"               | Scott Glynn & Gary Hurst  | Jennifer Pertsch |
| 25b              | 12b              | "Catch the Bus"            | Scott Glynn & Gary Hurst  | Laura Kosterski  |
| 26a              | 13a              | "Family Get-Together"      | Gary Hurst & Kervin Faria | Sheila Dinsmore  |
| 26b              | 26b              | "The Stinky Milk Mystery"  | Gary Hurst & Kervin Faria | Dawn Parish      |

### 3ª Temporada
| Episódio (série) | Episódio (temp.) | Título                      | Dirigido por | Escrito por                  |
| ---------------- | ---------------- | --------------------------- | ------------ | ---------------------------- |
| 27a              | 1a               | "New Neighbors"             | Gary Hurst   | Bruce Robb                   |
| 27b              | 1b               | "The Big Election"          | Gary Hurst   | Bruce Robb                   |
| 28a              | 2a               | "At The Giant Mall"         | Gary Hurst   | John de Klein                |
| 28b              | 2b               | "The Giddy Grandma"         | Gary Hurst   | Dawn Parish                  |
| 29a              | 3a               | "Think of Those in Need"    | Gary Hurst   | Brian Lasenby                |
| 29b              | 3b               | "The Hiccup Cure"           | Gary Hurst   | Ben Joseph                   |
| 30a              | 4a               | "Go to the Movies"          | Gary Hurst   | Dawn Parish                  |
| 30b              | 4b               | "Car Trip"                  | Gary Hurst   | Sheila Dinsmore              |
| 31a              | 5a               | "Pet Show"                  | Gary Hurst   | Bridget Newson               |
| 31b              | 5b               | "Pick Up and Put Away"      | Gary Hurst   | Dawn Parish                  |
| 32a              | 6a               | "Hug and Make Up"           | Gary Hurst   | Bridget Newson               |
| 32b              | 6b               | "Big Road Race"             | Gary Hurst   | Bruce Robb                   |
| 33a              | 7a               | "Attic Treasure"            | Gary Hurst   | John de Klein & Peter Sauder |
| 33b              | 7b               | "Moving Day"                | Gary Hurst   | Alice Prodanou               |
| 34a              | 8a               | "Gotta Dance"               | Gary Hurst   | Pamela Slavin                |
| 34b              | 8b               | "The Bad Dream"             | Gary Hurst   | Bruce Robb                   |
| 35a              | 9a               | "Say Please and Thank You"  | Gary Hurst   | Peter Sauder                 |
| 35b              | 9b               | "Help Around the Workshop"  | Gary Hurst   | Pamela Slavin                |
| 36a              | 10a              | "White Water Adventure"     | Gary Hurst   | Dawn Parish                  |
| 36b              | 10b              | "Showdown At Birder's Wood" | Gary Hurst   | Alice Prodanou               |
| 37a              | 11a              | "That Stump Must Go"        | Gary Hurst   | Bruce Robb                   |
| 37b              | 11b              | "Draw It"                   | Gary Hurst   | Bruce Robb                   |
| 38a              | 12a              | "Papa's Pizza"              | Gary Hurst   | Dawn Parish                  |
| 38b              | 12b              | "The Female Fullback"       | Gary Hurst   | Alice Prodanou               |
| 39a              | 13a              | "Bears for All Seasons"     | Gary Hurst   | Bruce Robb                   |
| 39b              | 13b              | "Grow It"                   | Gary Hurst   | Dawn Parish                  |
| 40a              | 14a              | "Go Up and Down"            | Gary Hurst   | Peter Sauder                 |
| 40b              | 14b              | "Big Bear, Small Bear"      | Gary Hurst   | Bruce Robb                   |

## Transmissão
A série estreou no Canadá em 2002 na Treehouse TV, e permaneceu lá até 2009. Ela estreou nos Estados Unidos na PBS Kids em 6 de janeiro de 2003. Originalmente, foi ao ar junto com Os Sete Monstrinhos, mas os dois shows foram eventualmente separados.

### Brasil
A série foi exibida no Cartoon Network no segundo semestre de 2005. O canal brasileiro da Treehouse TV no YouTube começou a publicar os episódios da animação em 20 de agosto de 2015, e continua até hoje.

### Portugal
A série foi exibida na RTP2 no programa Zig Zag em 2003, depois no Canal Panda, a seguir no KidsCo e mais tarde na SIC K.